# Les Franges de la Flotte

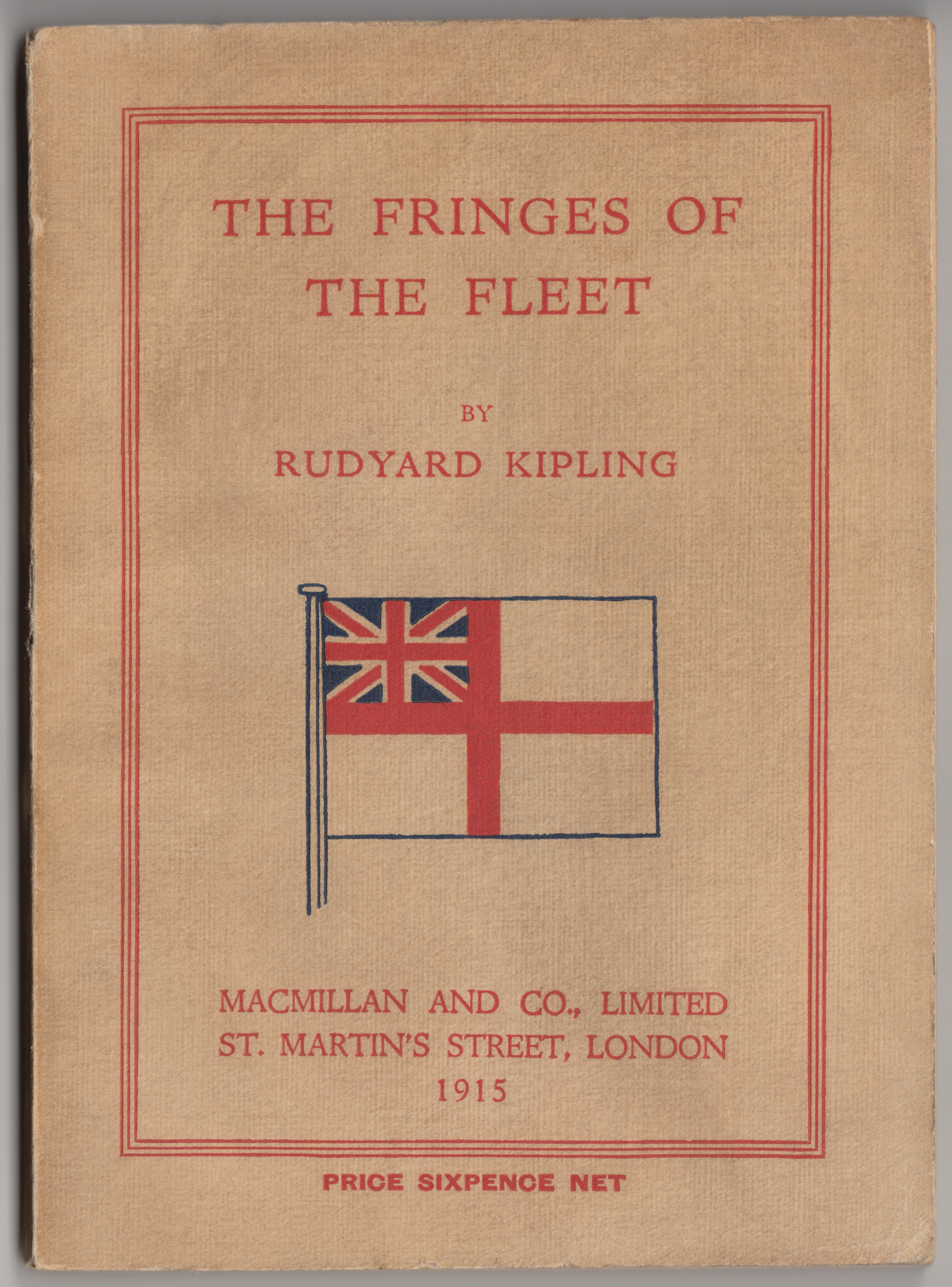
Les Franges de la Flotte, Rudyard Kipling.

Les Franges de la Flotte (en anglais The Fringes of the Fleet) est un recueil écrit par Rudyard Kipling en 1916. Ce recueil contient des nouvelles et des poèmes sur des sujets nautiques dès la Première Guerre mondiale. C'est aussi le titre d'un cycle de chants écrits en 1917 sur une musique d'Edward Elgar et des paroles tirés du recueil de Kipling.

## Recueil de Kipling
En 1915, le Daily Telegraph commande à Kipling une série de six articles sur sa vision de la vie dans les aspects moins connus de la défense de la nation sur ses mers. Ces articles reçoivent le titre de The Fringes of the Fleet et ont trois sous-titres : The Auxiliaries (les auxiliaires), Submarines (sous-marins) et Patrols (patrouilles). Ils sont publiés entre le 20 novembre 1915 et le 2 décembre 1915. Chacun des articles est précédé par un court poème qui n'a lui-même pas de titre. Très rapidement les articles et les poèmes sont réunis en recueil.